# 赤溪镇 (南江县)
赤溪乡，是中华人民共和国四川省巴中市南江县下辖的一个乡镇级行政单位。

## 行政区划
赤溪乡下辖以下地区：
赤溪社区、庙梁村、大垭村、空山村、活水村、茶园村、四营村、西厢村、白岩村、文昌村、蒲坪村、陈坪村、青江村和金银村。